# Jon Mould
Pour les articles homonymes, voir Mould.
Jonathan "Jon" Mould (né le 4 avril 1991 à Newport au pays de Galles) est un coureur cycliste gallois. Durant sa carrière, il participe à des compétitions sur piste et sur sur route.

## Biographie
En août 2018, il gagne le Grand Prix des Marbriers à Bellignies.

## Palmarès sur route

### Par année
- 2013
  - Beverley Grand Prix
- 2015
  - Stafford Grand Prix
  - 2e du Sheffield Grand Prix
  - 2e du Beverley Grand Prix
  - 3e de l'Otley Grand Prix
- 2016
  - 3e du championnat de Grande-Bretagne du critérium
- 2017
  - 4e étape de la New Zealand Cycle Classic
  - Skipton Grand Prix
  - 2e de l'Eddie Soens Memorial
  - 3e du championnat de Grande-Bretagne du critérium
- 2018
  - Eddie Soens Memorial
  - Grand Prix des Marbriers
  -  Médaillé d'argent de la course en ligne aux Jeux du Commonwealth
  - 2e du Sheffield Grand Prix
  - 3e du championnat de Grande-Bretagne du critérium
- 2019
  - 2e du Colne Grand Prix

### Classements mondiaux
| Année                                 | 2011  | 2012 | 2013 | 2014 | 2015  | 2016 | 2017  | 2018  |
| ------------------------------------- | ----- | ---- | ---- | ---- | ----- | ---- | ----- | ----- |
| Classement mondial                    |       |      |      |      |       | nc   | 1493e | 1392e |
| UCI Europe Tour                       | 1222e | nc   | nc   | nc   | 1139e | nc   | nc    | 873e  |
| UCI Oceania Tour                      | nc    | nc   | nc   | nc   | nc    | nc   | 31e   | nc    |
|                                       |       |      |      |      |       |      |       |       |
| Légende : nc = non classéSource : UCI |       |      |      |      |       |      |       |       |

## Palmarès sur piste

### Coupe du monde
- 2012-2013
  - 3e de la course aux points à Cali
- 2013-2014
  - 3e du scratch à Manchester
- 2017-2018
  - 2e du scratch à Manchester

### Championnats d'Europe
- Minsk 2009
  -  Champion d'Europe de l'américaine juniors (avec Christopher Whorrall)
  -  Médaillé d'argent de la poursuite par équipes juniors
- Anadia 2011
  -  Médaillé de bronze de la course aux points espoirs

### Six Jours
- Copenhague 2010
  - 3e des Six jours de Copenhague espoirs

### Championnats nationaux
- 2008
  -  Champion de Grande-Bretagne de poursuite par équipes
  - 2e du championnat de Grande-Bretagne de course aux points juniors
  - 3e du championnat de Grande-Bretagne de course aux points
  - 3e du championnat de Grande-Bretagne du scratch
- 2009
  -  Champion de Grande-Bretagne du scratch juniors
  - 2e du championnat de Grande-Bretagne de poursuite par équipes
  - 3e du championnat de Grande-Bretagne de course aux points juniors
  - 3e du championnat de Grande-Bretagne de course aux points
- 2011
  -  Champion de Grande-Bretagne de scratch
  -  Champion de Grande-Bretagne de l'omnium
  - 2e du championnat de Grande-Bretagne de course aux points
  - 2e du championnat de Grande-Bretagne de l'américaine
- 2013
  -  Champion de Grande-Bretagne de l'américaine
  -  Champion de Grande-Bretagne de l'omnium
- 2014
  - 2e du championnat de Grande-Bretagne de poursuite par équipes
  - 3e du championnat de Grande-Bretagne de course aux points

### Autres
- 2013
  - Vainqueur de la course aux points aux Revolutions Series, Manchester
- 2014
  - Vainqueur de la course aux points au Grand Prix de Pologne, Pruszków